# ملعب مونهاك لكرة القاعدة
ملعب مونهاك لكرة القاعدة (بالإنجليزية: Munhak Baseball Stadium)‏ هو ملعب كرة قاعدة يقع في إنتشون، كوريا الجنوبية، يتسع لـ 27,600 متفرج.

## التاريخ
تم وضع حجر الأساس للملعب في يوليو 20, 1994. افتتح الملعب في فبراير 25, 2002.